# Harlan Marbley
Harlan Joseph Marbley (White Oak, 11 ottobre 1943 – 13 maggio 2008) è stato un pugile statunitense.

## Palmarès

### Olimpiadi
- 1 medaglia:
  - 1 bronzo (Città del Messico 1968 nei pesi mosca leggeri)

### Giochi panamericani
- 1 medaglia:
  - 1 bronzo (Winnipeg 1967 nei pesi mosca)